# باك أوينز
ألفيس إدغار أوينز الابن (بالإنجليزية: Buck Owens) (12 أغسطس 1929 – 25 مارس 2006) المعروف باسم باك أوينز هو مغني وقائد فرقة أمريكي راحل تصدرت 21 أغنية من أغانيه قائمة بيلبورد لأغاني الريف، وذلك مع فرقته باكاروز. كان أوينز من رواد موسيقى بيكرسفيلد التي نشأت من مدينة بيكرسفيلد في كاليفورنيا، والتي اعتبرها أوينز موطنه والتي استلهم منها موسيقاه.
اعتمد أوينز في موسيقاه على الكمان والإيتار ذو الدواسات، كما أخذ عناصر موسيقية من الروك أند رول، كما اعتمدت أغانيه على محاور القصص البسيطة واللوازم ورنة الإيتار الكهربائي وإيقاع الطبول، كما اعتمد على التناغم بين غيتارين مع زميله دون ريتش.
بدأ أوينز يقدم برنامج هي هو Hee Haw مع روي كلارك عام 1969 قبل أن يترك البرنامج عام 1986. ومات صديقه دون ريتش في حادث عام 1974، الأمر الذي أثر سلبا عليه وعلى مسيرته، إلا أنه عاد للأضواء عندما شكل ثنائيا مع دوايت يواكام عام 1988. مات أوينز في 25 مارس 2006 وكان قد بنى ناديا كبيرا في بيكرسفيلد يدعى باك أوينز كريستال بالاس.
أوينز هو عضو في قاعة مشاهير موسيقى الريف وقاعة مشاهير كتاب الأغاني في ناشفيل.

## السيرة
ولد أوينز في مزرعة قرب شيرمان، تكساس وأبوه هو ألفيس إدغار أوينز الأب وأمه هي مايسي أيزل إلينغتون. يقع متجر ميدواي مول حاليا على موقع مزرعة أبيه. وقد سمي الطريق الرئيسي 82 الذي يمر عبر شيرمان باسم طريق باك أوينز.
ذكر الكاتب ريتش كينزل في سيرة باك أوينز أن «باك» كان حمارا في مزرعة آل أوينز. وأن ألفيس الابن اتخذ لنفسه لقب باك عندما كان في الثالثة أو الرابعة. ودرس السنوات الثلاثة الأولى في غارلاند، تكساس.
انتقلت العائلة إلى ميسا، أريزونا بعد أزمات قصعة الغبار والكساد الكبير.

### بدايات مسيرته
شارك باك في تقديم برنامج إذاعي عام 1945 بعنوان «باك وبريت». وأصبح سائق شاحنة في أواخر الأربعينات وقاد شاحنته عبر وادي سان خواكين في كاليفورنيا، واستقر في بيكرسفيلد مع زوجته في عام 1951. وكان أوينز يذهب إلى هوليوود لكي يعزف في جلسات التسجيل في كابيتول ريكوردز لمغنين مثل تينيسي إيرني فورد، واندا جاكسون، تومي كولينز، تومي دنكان، وسوني جيمس، ديل ريفز، تومي ساندز، فارون يونغ، جين فينسنت وغيرهم.
سجل أوينز أغنية روكابيلي بعنوان Hot Dog مع بيب ريكوردز باسم مستعار هو كوركي جونز وذلك لكي لا يؤثر الأمر على مسيرته في موسيقى الريف.
خلال أواخر الخمسينات، عاش أوينز مع زوجته الثانية وأطفاله في فايف، واشنطن حيث غنى مع فرقة داستي رودز. وفي عام 1958، التقى دون ريتش في مطعم في تاكوما، واشنطن. ليبدأ الاثنان مسيرتهما معا. وعرف أوينز النجاح عام 1959 بأغنية Second Fiddle التي وصلت للمركز 24 على قائمة أغاني الريف في مجلة بيلبورد، ثم أتبعها بأغنية Under Your Spell Again التي وصلت للمركز الرابع، ثم أغنية Above and Beyond التي وصلت للمركز الثالث، وغناها في برنامج أوزارك جوبيلي.
وضع أوينز بوصفه أفضل نجم واعد في موسيقى الريف عام 1960 من قبل مجلة بيلبورد. كما قدم عدة أغاني ثنائية ناجحة عام 1961 مع روز مادوكس.

### قمة مسيرته
في عام 1963، قام المغني وكاتب الأغاني جوني راسل بإعطائه أغنية بعنوان Act Naturally والتي لم تعجب أوينز في البداية، إلا أن دون ريتش أقنعه بتسجيلها، وتصدرت قائمة بيلبورد لأغاني الريف، والتي غناها فريق البيتلز لاحقا عام 1965 وكان رينغو ستار المغني الرئيسي للأغنية. وقام رينغو بتسجيل الأغنية في ثنائي مع أوينز عام 1988.
في عام 1966 سجل أوينز أنجح ألبوماته مع فرقته وهو Carnegie Hall Concert ونجح على قائمة ألبومات البوب في بيلبورد. وفي تلك السنة سجل المغني راي تشارلز أغنيتين لأوينز هما Crying Time و Together Again وحققتا النجاح. وفي عام 1967 قدم فريق باكاروز حفلة في اليابان، التي لم تكن وجهة معروفة لفناني الريف. وكان الألبوم الحي هو من أوائل ألبومات موسيقى الريف التي سجلت خارج الولايات المتحدة. وفي السنة التالية قاموا بالغناء أمام الرئيس ليندون جونسون في البيت الأبيض، والذي سجل لاحقا كألبوم حي.
في عام 1969 قام بتسجيل ألبوم حي آخر في لندن وتضمن أغنية تشاك بيري الشهيرة «جوني بي غود». وخلال نفس الفترة كان برنامج هي هو الذي قدمه أوينز مع فرقته باكاروز. قدم أوينز عدة ثنائيات ناجحة مع سوزان راي، وأنتج لها أوينز عدة ألبومات.
في عام 1971، رحل دول هولي عازف الباس غيتار عن الفرقة ليبدأ مسيرته المنفردة، وأثر رحيله سلبا على الفرقة، حيث حصل في السنة السابقة على جائزة أفضل عازف باس غيتار من أكاديمية موسيقى الريف. وكرم هولي لاحقا في قاعة مشاعير الروكابيلي وقاعة مشاهير موسيقى الريف. وبقى أوينز وريتش هما الفردين الوحيدين من فرقة باكاروز الأصلية، ورغم أن أغانيهم كانت تحقق النجاح، إلا أن نجاحهم لم يكن بنفس الوتيرة السابقة.
في 17 يوليو 1974 قتل دون ريتش في حادث مروري عندما فقد السيطرة على دراجته النارية واصطدم بالحاجز الواقي في الطريق السريع 1 في مورو باي، حيث كان ينوي الانضمام إلى عائلته في عطلتهم هناك. وقد أصابت الحادثة أوينز بالانهيار.
قام أوينز بشراء عدة محطات إذاعية في نهاية الستينات في فينكس وبيكرسفيلد لكي يؤمن مستقبله المالي، وذلك بمساعدة مديره جاك ماكفادن. وباع إحداها عام 1999 إلى شركة كلير تشانل. أسس أوينز العديد من الأعمال وكان إنتاجه قد خفّ في الثمانينات وبدأ يركز على أعماله التجارية.

### السنوات اللاحقة
تأثر مغني آخر بمسيرة أوينز وهو دوايت يواكام، وكان قد سجل معه ثنائيا لأغنية Streets of Bakersfield عام 1988، وهي أول أغنية لأوينز تحتل قائمة بيلبورد لأغاني الريف منذ ستة عشر عاما. كما تعاون مع كليتوس تي جاد في أغنية The First Redneck On The Internet عام 1998 وظهر معه في الفيديو كليب. وفي التسعينات قام بإعادة إصدار العديد من ألبوماته، وكان قد اشترى جميع حقوق أغانيه عام 1974 من شركة كابيتول كجزء من عقده الأخير مع الشركة. ووقع عقدا في التسعينات مع تسجيلات صن ديزد في نيويورك، وهي مختصة في إعادة إصدار الأغاني المنسية.
في أغسطس 1999، قام أوينز بجمع من تبقوا من فرقة باكاروز الأصلية للاحتفال بعيد ميلاده السبعين في مجمعه كريستال بالاس، مثل دويل هولي وتوم براملي. أدخل أوينز في قاعة مشاهير موسيقى الريف عام 1996، ووضع في المرتبة 12 ضمن قائمة تلفزيون سي إم تي لأعظم 40 مغني ريف ذكر على الإطلاق، كما وضعت المحطة فرقته باكاروز في المرتبة الثانية ضمن قائمة أعظم 20 فرقة.
كان أوينز من رواد مع عرف بموسيقى بيكرسفيلد التي شملت فنانين مثل ميرل هاغارد ووين ستيوارت. وكان أوينز يعتمد على ثنائي غيتار فندر تيليكاستر والذي يقوم بعزفه بالتناغم مع صديقه دون ريتش. وكان شركة فندر قد صنعت غيتار تيليكاستر خاصا به، وكرمته بعد موته.

### وفاته
توفي باك أوينز أثناء نومه بما يعتقد أنه نوبة قلبية في 25 مارس 2006، وذلك بعد ساعات قليلة من غنائه في مجمع كريستال بالاس الخاص به في بيكرسفيلد. وكان قد خاض معركة مع سرطان الفم في بداية التسعينات وعاني من عدة مشاكل صحية، مثل إصابته بمرض ذات الرئة وإصابته بجلطة دماغية خفيفة عام 2004.
تحدث جيم شو، المتحدث باسم أوينز وعازف البيانو في الفرقة، إلى صحيفة لوس أنجلوس تايمز وقال أن أوينز أتى إلى النادي مبكرا وتناول وجبة شرائح دجاج مقلية وقال أنها وجبته المفضلة، ثم أخبر الفرقة لاحقا أنه لا يشعر بأنه بخير وأنه لن يشارك بعرض الليلة. كما ذكر شو أن مجموعة من المعجبين صادفوه في طريقه إلى السيارة وقالوا له أنهم أتوا من أوريغون ليشاهدوا عرضه، فغير أوينز رأيه واتجه للمسرح.

## العائلة
تزوج أوينز أربع مرات، انتهت ثلاث منها بالطلاق وواحد بالإلغاء. وتزوج في البداية من مغنية الريف بوني أوينز عام 1948 وانفصلا عام 1951 وتطلقا لاحقا، وأثمر الزواج عن ابنين.
وتزوج مرة أخرى من فيليس بيوفورد عام 1956، والتي أنجب منها ابنه الثالث. وتزوج للمرة الثالثة عام 1977 من عازفة الكمان جانا جاي والتي كانت عضوة في فريق باكاروز، واستمر الزواج لأيام قليلة قبل أن يقم باك طلبا بالإلغاء. تزوج للمرة الرابعة عام 1978 من جينفر سميث.
أنجب أوين ثلاثة أبناء هم بادي آلان (الذي تتبع خطى والده في الموسيقى) وجوني ومايكل أوينز.

## الكتب
في نوفمبر 2013 تم إصدار سيرة أوينز الذاتية بقلم باك أوينز وراندي بو بعنوان "Buck 'Em! The Autobiography of Buck Owens". واحتوى على تقديم من براد بيزلي ومقدمة من دوايت يواكام.
في عام 2010 أصدرت الصحفية إلين سيسك سيرة لأوينز بعنوان Buck Owens: The Biography وقدمت فيه بحثا عن أوينز وعن مشاكله في حياته الشخصية.
في عام 2007 قدمت مؤرخة الكانتري كاثرين بيرك سيرة مصدَّقة بعنوان Buck وقدمت سجلا إيجابيا عن حياة أوينز.

## أشخاص غنوا أغاني أوينز
- قام راي برايس بغناء أغنية Under Your Spell Again عام 1959 بعد أن أصدرها أوينز بفترة ونجحت الأغنيتان على قائمة بيلبورد لأغاني الريف. كما قدم جوني ريفرز نسخة روك من الأغنية عام 1965.
- غنى فريق البيتلز أغنية Act Naturally عام 1965. وقدم رينغو ستار الأغنية في ثنائي مع أوينز عام 1989 وربحا جائزة غرامي عن أفضل تعاون صوتي في موسيقى الريف.
- ذكر المغنى دوايت يواكام أن أوينز كان مصدر إلهام له خلال مسيرته، كما سجل عدة أغاني مع أوينز. كما قدم ألبوما تكريميا لأوينز عام 2007 بعنوان Dwight Sings Buck.
- غنى راي تشارلز اغنيتين لأوينز وحققتا النجاح هما Cryin' Time و Together Again
- غنت إيمي لو هاريس أغنية Together Again عام 1985 واحتلت المركز الأول على قائمة بيلبورد لأغاني الريف.
- غنى رودني كراويل أغنية Above and Beyond عام 1989.